# HTC One S
HTC One S (модельний номер  — Z320e) — смартфон, розроблений компанією HTC Corporation, анонсований 26 лютого 2012 року на Mobile World Congress у Барселоні. Смартфон належить до серії HTC One, до якої також входять HTC One X та HTC One V.

## Характеристики смартфону

### Апаратне забезпечення
Процесор
Смартфон HTC One S працює на базі двоядерного процесора Qualcomm Snapdragon четвертого покоління (S4, технічна назва  — MSM8260A) із тактовою частотою 1,5 ГГц. ЦПУ виконаний по 28 нм техпроцесу, набір інструкцій  — ARMv7. Графічне ядро  — Adreno 225.
Пам'ять
На смартфоні встановлено 1 ГБ оперативної пам'яті та 16 ГБ постійної пам'яті, з яких користувачеві доступно 12 Гб. Апарат не має слоту розширення пам'яті, проте доступно 25 ГБ на Dropbox (хмарний сервіс). Термін дії послуги  — 2 роки.
Акумулятор
HTC One S працює від Li-ion акумулятора ємністю 1650 мА/г, що є вбудованим, тобто не можна його замінити.
Безпровідні модулі
Апарат має вмонтовані модулі безпровідної передачі даних: 
- Wi-Fi стандарту IEEE 802.11, протокол b/g/n.
- Bluetooth 4.0.  Bluetooth з функцією apt-X.
- стандарти передачі даних: GSM, 3G, GPRS, EDGE.

Камера
Смартфон оснащений основною 8 мегапіксельною камерою, яка може робити фотознімки із роздільною здатністю 3264 x 2448 пікселів та знімати відео  — 1920 х 1080 пікселів, тобто із FullHD-якістю (1080p). Також є LED спалах, автофокус, датчик BSI (для отримання найкращих знімків в умовах низького рівня освітлення). Дозволяє робити фотознімки під час запису відео. Режим тривалої зйомки дозволяє робити декілька фото за одне натискання а також є високошвидкісна зйомка відео і відтворення в уповільненому режимі.
Також апарат має фронтальну 1,3 мегапіксельну камеру для здійснення відеодзвінків, що здатна записувати відео з якістю 720p.
Корпус
Задня кришка смартфону виконана із алюмінію. За допомогою спеціальної технології обробки, метал нагадує кераміку та вчетверо міцніший ніж зазвичай.
Дисплей
Апарат оснащено сенсорним Super AMOLED дисплеєм діагоналлю 4,3" (109,22 мм) із розширенням 540 x 960 пікселів, що здатен відображати 16 млн кольорів. Покритий захисним склом Gorilla Glass.

### Програмне забезпечення
Операційна система
Смартфон HTC One S постачається із встановленою Android Ice Cream Sandwich  версії 4.0.
Інтерфейс користувача
На HTC One S встановлено інтерфейс користувача власного виробництва компанії HTC Sense версії 4.0. Особливістю цього UI є так званий вид зверху (англ. helicopter view), за допомогою якого можна побачити усі 7 робочих столів.

#### Додаткові програмні функції
- Beats Audio

Функція програмного покращення звуку.

## Відео
1. HTC One S - First look [Архівовано 1 березня 2012 у Wayback Machine.]
2. HTC One S Review [Архівовано 22 липня 2012 у Wayback Machine.]
3. HTC One S. Средний класс по новому [Архівовано 26 квітня 2015 у Wayback Machine.]